# Hibiscus saxicola
Hibiscus saxicola är en malvaväxtart som beskrevs av Oskar Eberhard Ulbrich. Hibiscus saxicola ingår i Hibiskussläktet som ingår i familjen malvaväxter. Inga underarter finns listade i Catalogue of Life.